# 西尖山
西尖山（满语名西勒富善岗）位于中国吉林省伊通满族自治县境内，县城伊通镇西北4公里处，为一座圆锥形孤峰，属于伊通火山群的一部分，也是伊通“七星山”之一。海拔354.5米。约形成于2080万年前。山体主要由玄武岩构成，柱状节理非常发育，柱体截面多呈五边形或六边形，直径30～50毫米，长可达数十米。有一个天然洞穴位于西南坡半山腰处。